# Verlan

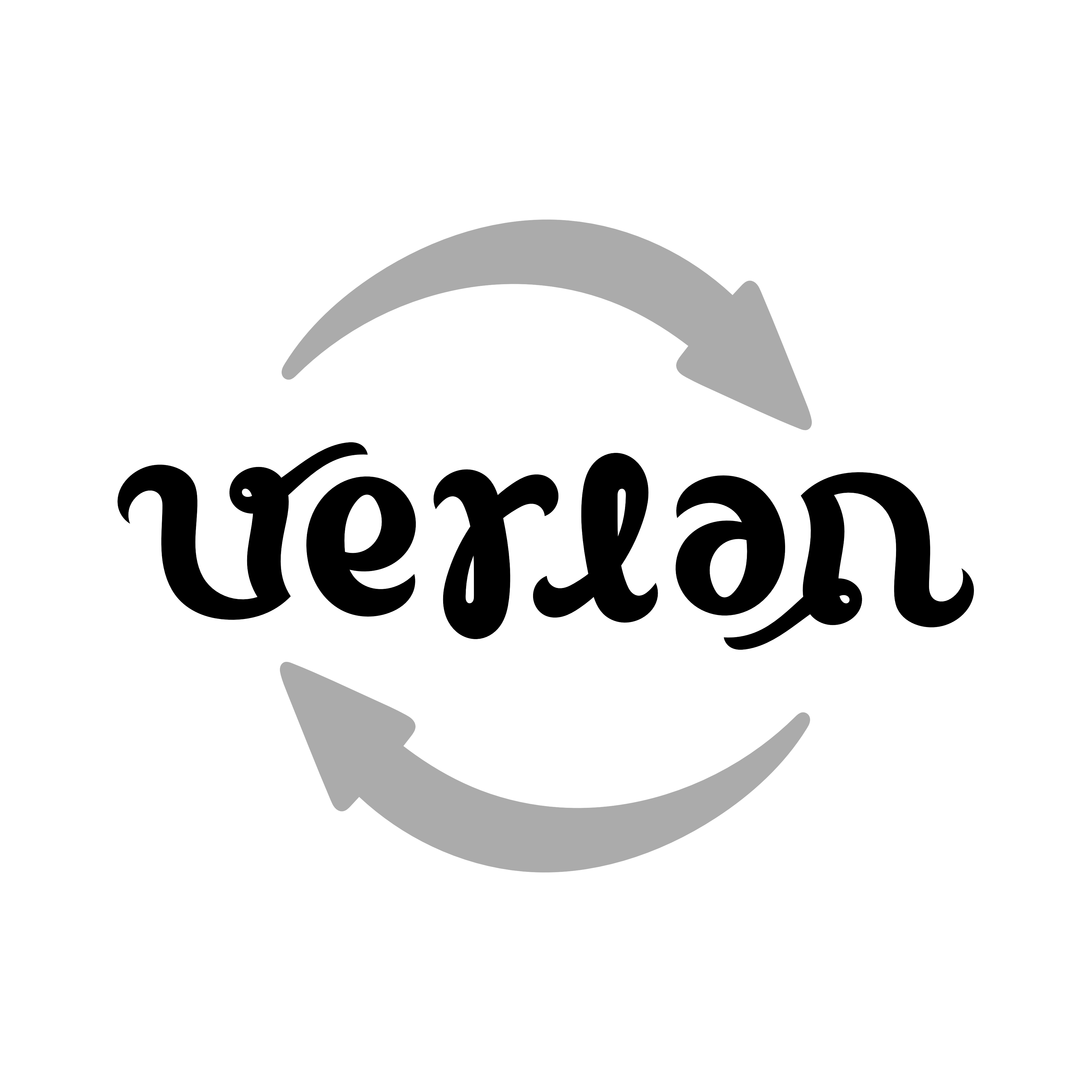
Ambigrama de verlan

El verlan (de la inversión, en francés, de la locución adverbial à l'envers: verlan = lan ver = l'envers) es una forma de argot en esa lengua que consiste en la inversión de las sílabas de una palabra, algunas veces acompañada de elisión. También se habla de formas «verlanizadas» para caracterizar los vocablos nacidos bajo la influencia del verlan. 
Asimismo existe la posibilidad de encontrar palabras en verlan que no sufren alteración de las sílabas, sino la eliminación de alguna de ellas. Como ejemplo de este último caso se puede citar el caso de la palabra problème (‘problema’), que en verlán se simplificaría para pasar a ser blème.

## Formación de palabras
La formación de las palabras en verlan, dado el carácter popular de este, suele seguir reglas fonéticas y sociales más que estrictas reglas gramaticales. Destacan cuatro fases de formación, aunque las excepciones son muy abundantes.
- Supresión de la última vocal del término.
- División o corte de la palabra.
- Inversión
- Elipsis de la última sílaba del nuevo término.

De ellas, solo la tercera (la inversión) está presente en todas las palabras en verlan, pues es la característica determinada de este argot

## Ejemplos de terminología enverlan
| Verlan                            | Término original | Significado en español      |
| --------------------------------- | ---------------- | --------------------------- |
| ap                                | pas              | 'no' (en la negación)       |
| beuher, comúnmente abreviado beuh | herbe            | 'hierba' (referido a droga) |
| beur, rebeu                       | arabe            | 'árabe'                     |
| béton                             | tomber           | 'caer'                      |
| céfran                            | français         | '[individuo] francés'       |
| cheum                             | moche            | 'feo'                       |
| cimer                             | merci            | 'gracias'                   |
| garetteci                         | cigarette        | 'cigarrillo'                |
| géman                             | manger           | 'comer'                     |
| goleri                            | rigoler          | 'bromear'                   |
| ken                               | niquer           | 'coger, follar'             |
| keum                              | mec              | 'chico'                     |
| meuf                              | femme            | 'chica'                     |
| renoi                             | noir             | 'negro'                     |
| sarima                            | marissa          | 'chica, extraña'            |
| teuf                              | fête             | 'fiesta'                    |
| zarb                              | bizarre          | 'raro, extraño'             |

## Expresiones verlanizadas
La inversión característica del verlan no solo se aplica a los vocablos individualmente, sino que se manifiesta del mismo modo en expresiones y conjuntos de palabras. 
Ejemplos de verlan en expresiones:
- En la mayoría de los casos, las palabras de la expresión en francés cambian su orden, tal y como ocurre en la expresión "ce soir" (esta tarde), que pasa a ser "soirce" en verlan. Otro ejemplo claro sería la interjección "vas-y!" (¡vamos!) que se invierte dando como resultado "zyva".

## Reverlanización de un término
La reverlanización es un fenómeno puntual que consiste en la inversión repetida de una forma ya convertida al verlan. Este recurso suele utilizarse cuando un término en verlan ya está lo suficientemente extendido entre todas las capas sociales y pierde su carácter juvenil o reivindicativo.
Un ejemplo de reverlanización: la palabra francesa «arabe» se verlanizó en «beur» (también en el vocablo «rabza», menos usado), pero su rápida extensión y su carácter ofensivo hicieron que los propios hablantes de verlan reverlanizaran en «rebeu», dando lugar a un nuevo término.